# Zwartborstmuggensluiper
De zwartborstmuggensluiper (Microbates collaris) is een zangvogel uit de familie Polioptilidae (muggenvangers).

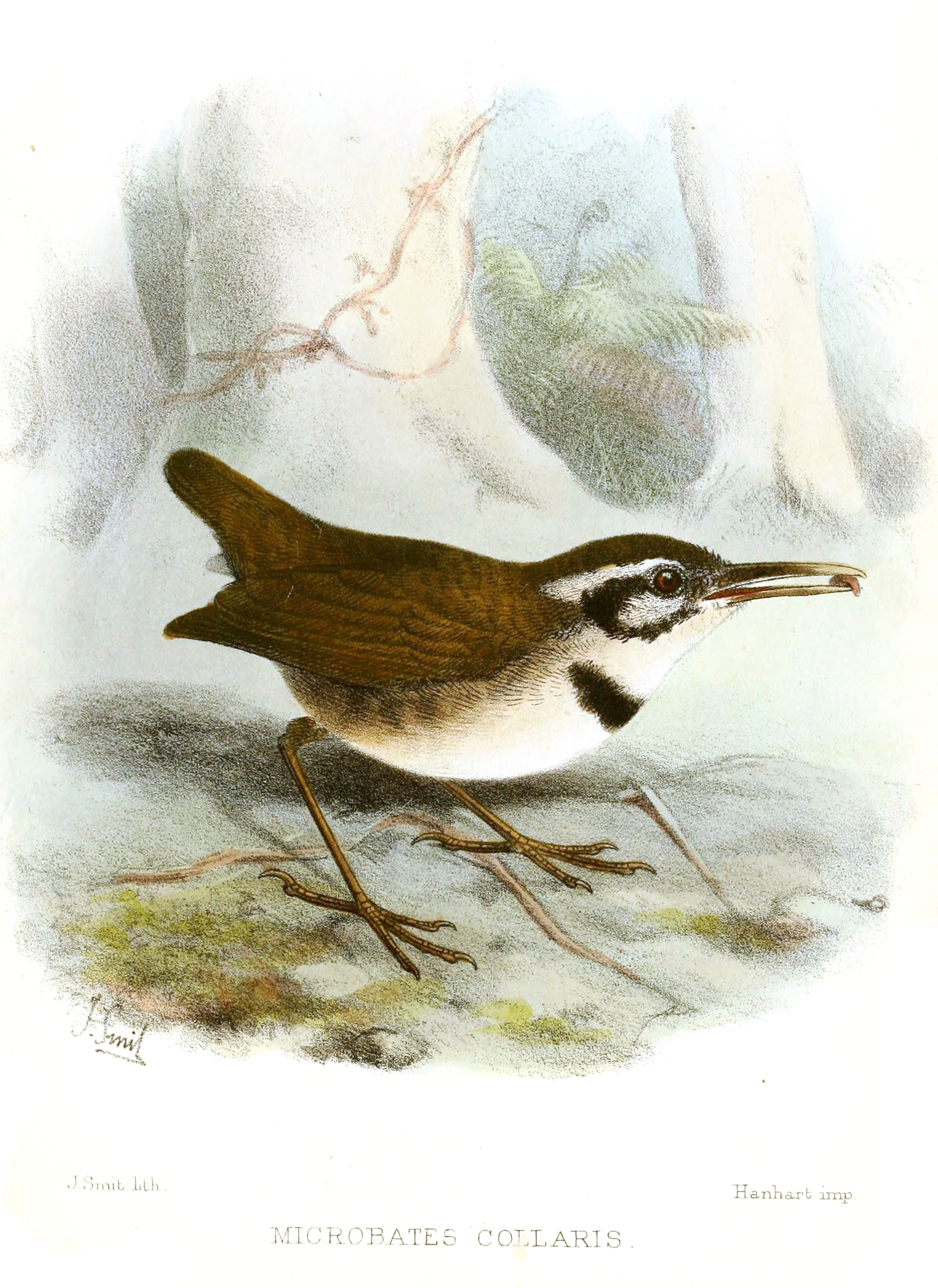

## Verspreiding en leefgebied
Deze soort telt 5 ondersoorten:
- M. c. paraguensis: oostelijk Venezuela.
- M. c. collaris: zuidoostelijk Colombia, zuidelijk Venezuela, noordelijk Brazilië.
- M. c. torquatus: de Guyana's en noordnoordoostelijk Brazilië (Amapá).
- M. c. perlatus: zuidzuidoostelijk Colombia, noordoostelijk Peru en noordwestelijk Brazilië.
- M. c. colombianus: het zuidelijke deel van Centraal-Colombia, noordoostelijk Ecuador.